# Јохан Густав Дројсен
Јохан Густав Дројсен (Тшебјатов, 6. јули 1808 – Берлин, 19. јуна 1884) био је њемачки историчар. Члан више академија, Краљевског Саксонског друштва за науку и Берлинско-Брандебуршке академије. Дројсен је творац термина Хеленизам којег је промовисао у књизи "Geschichte des Hellenismus". Од 1848/1849 је посланик у Народној скупштини у Франкфурту и секретар у уставном одбору Народне скупштине у Франкфурту,.познат као чврст бранитељ пруске супремације. Био је учитељ великом њемачком композитору Феликсу Менделсону

## Публикације
Преводи
- Aischylos: Tragödien. 2008. ISBN 978-3-596-90091-6.. Fischer, Frankfurt/M.
- Aristophanes: Komödien. Vollmer, Wiesbaden 1958 (Nachdr. d. Ausg. Berlin 1838).

Редакција
- Preussische Staatsschriften aus der Regierungszeit König Friedrichs II. - Berlin : Duncker / Digitalisierte Ausgabe der Universitäts- und Landesbibliothek Düsseldorf
  - 1. 1740 – 1745. 1877
  - 2. 1746 – 1756. 1885
  - 3. Der Beginn des Siebenjährigen Kriegs. 1892

Рад
- Geschichte Alexanders des Großen. Perthes, Hamburg [1833.]
- Alexander der Große. Die Biographie. 2004. ISBN 978-3-458-34738-5.. Insel-Verlag, Frankfurt/M.  (Nachdr. d. Ausg. Berlin 1833).
- Geschichte der preußischen Politik. Veit, Leipzig 1855/86

1. Die Gründung. Berlin 1855 (Volltext)
2. Die territoriale Zeit. 1857.
3. Der Staat des Großen Kurfürsten. 1865.
4. Zur Geschichte Friedrich I. und Friedrich Wilhelm I. von Preußen. 1869.
5. Friedrich der Große. 1. Volume 1874 - 4. Volume 1886.

- Geschichte des Hellenismus. Berlin. 2007. ISBN 978-3-89853-343-0.. DirectMedia Publ. .
- Grundriss der Historik. Veit, Leipzig 1868.
  - 2., durchgesehene Aufl. - Veit, Leipzig 1875 Digitalisierte Ausgabe des Internet Archive.
  - 3., umgearb. Aufl. - Veit, Leipzig 1882. Digitalisierte Ausgabe der Universitäts- und Landesbibliothek Düsseldorf, Digitalisierte Ausgabe des Internet Archive.
  - 4., umgearbeitete Aufl. Niemeyer, Halle Historisch-kritische Ausgabe in 5 Bänden hrsg. von Peter Leyh und Horst Walter Blanke. Frommann-Holzboog, Stuttgart-Bad Cannstatt 1977 ff. 1925.  978-3-7728-1122-7.
- Felix Gilbert (ed): Politische Schriften. Oldenbourg Verlag, München 1933.
- Vorlesungen über die Freiheitskriege. Univ.-Buchh., Kiel 1846.
- Das Leben des Feldmarschalls Grafen Yorck von Wartenburg 1851 Band 1 Band 2, Band 3; Verlag von Veit u. Comp.; Berlin 1851
  - Neuauflage York von Wartenburg. Ein Leben in preußischer Pflichterfüllung. 1996. ISBN 978-3-88851-160-8.. Phaidon-Verlag, Essen.

Библиографија
- Horst W. Blanke (ed): Droysen-Bibliographie. Stuttgart. 2008. ISBN 978-3-7728-2379-4. („Historik. Historisch-kritische Ausgabe. Supplement“). Frommann-Holzboog.